# Campín (estación)
La estación sencilla Campín - Universidad Antonio Nariño, hace parte del sistema de transporte masivo de Bogotá llamado TransMilenio inaugurado en el año 2000.

## Ubicación
La estación está ubicada en el sector del norte de la ciudad, específicamente sobre la avenida Avenida Norte-Quito-Sur entre calles 54 y 57. Se accede a ella a través de dos puentes peatonales que se encuentran ubicados, uno sobre la Calle 53B y el otro unos metros al sur de la Calle 57A.
Atiende la demanda de los barrios Campín, Campín Occidental, Nicolás de Federmán, Galerías y sus alrededores.
En las cercanías están el Estadio Nemesio Camacho El Campín, el Centro Comercial Galerías, el Centro Comercial Plaza 54, la Sede Radial Radiópolis , el centro recreativo El Cubo de Colsubsidio, la sede de ICONTEC y el Club de Tenis El Campín.

## Origen del nombre
Recibe su nombre del Estadio Nemesio Camacho El Campín, ubicado en el costado oriental. La estación únicamente se llamó «Campín» hasta el 2016. Sin embargo, en el marco del plan que tiene la empresa TransMilenio para buscar aliados comerciales, al nombre de la estación se le añadió el texto «Universidad Antonio Nariño».

## Historia
En el año 2005, al ser puesta en funcionamiento la segunda troncal de la fase 2 del sistema, la troncal NQS, fue puesta en funcionamiento esta estación.
Esta estación, al igual que Universidad Nacional, tiene vidrios de doble calibre resistentes a impactos. Esto debido a las frecuentes protestas que se presentan en sus inmediaciones, las cuales son provocadas por hinchas de fútbol pertenecientes a las barras bravas de los equipos de la ciudad y de equipos visitantes.
Con motivo de la Copa Mundial de Fútbol Sub-20 de 2011, se decoró el piso de esta estación haciéndola similar a una cancha de fútbol.

## Servicios de la estación

### Servicios troncales
| Tipo                                | Rutas al Norte | Rutas al Sur |
| ----------------------------------- | -------------- | ------------ |
| Ruta fácil                          | 4              | 4            |
| Expresos todos los días todo el día | C25 E42        | G42 L25      |
| Expresos lunes a sábado todo el día | B11 D21        | G11 H21      |

### Esquema
| ← Norte  |         |         |          |
| Calle 57 | 4B11C25 | D21E42  | Calle 54 |
| Puente   | Vagón 2 | Vagón 1 | Puente   |
| Calle 57 | 4G11G42 | H21L25  | Calle 54 |
| Sur →    |         |         |          |

### Servicios urbanos
Así mismo funcionan las siguientes rutas urbanas del SITP en los costados externos a la estación, circulando por los carriles de tráfico mixto sobre la Avenida NQS, con posibilidad de trasbordo usando la tarjeta TuLlave:
| Código | Sector              | Dirección            | Rutas                                          |
| ------ | ------------------- | -------------------- | ---------------------------------------------- |
| 208A00 | A Estadio El Campín | Av. NQS - CL 53      | A003A605A708B608B631 191 599 SE14 T11 T26 T163 |
| 102A05 | K Estación Campín   | Av. NQS - CL 53A Bis | H605H608H631H708 191 599 SE14 T11 T26 T163     |

## Ubicación geográfica
| Noroeste: Teusaquillo | Norte: E Movistar Arena     | Nordeste: Teusaquillo    |
| Oeste: Teusaquillo    |                             | Este: A Marly A Calle 57 |
| Suroeste: Teusaquillo | Sur: E Universidad Nacional | Sureste: Teusaquillo     |